# Рогань (броварня)
Харківська броварня «Рога́нь» — підприємство харчової промисловості України, зайняте у галузі виробництва та реалізації пива. Розташоване у місті Харкові. Безбалансова філія одного з найбільших виробників пива України ПрАТ «АБІНБЕВ ЕФЕС УКРАЇНА», що належить лідеру світового пивного ринку корпорації Anheuser-Busch InBev та найбільшій пивовареній компанії Туреччини Anadolu Efes..

## Історія
Будівництво роганського броварні було завершене 1989 року, однак перша партія пива, виробленого на ньому, надійшла у продаж лише у січні 1993 року. Підприємство за проектною потужністю відносилося до найпотужніших броварень України, однак протягом довгого часу орієнтувалося у власній маркетинговій політиці виключно на ринок Харківщини та сусідніх регіонів.
На момент запуску виробництва завод мав потужність 15 млн декалітрів на рік, що більше у 2,5 рази за всі тогочасні потужності пивзаводів Харківської області. Станом на квітень 1992 року працівники заводу у підсобних господарствах культивували хміль цінних сортів.
Наприкінці 2000 року пивзавод увійшов до складу підприємств компанії САН Інтербрю, яка вже володіла низкою броварень в Україні, представляючи на ринку інтереси бельгійської Interbrew. Згодом, після низки злиттів та поглинань Interbrew та всі підконтрольні їй пивоварні компанії увійшла до структури Anheuser-Busch InBev, найбільшого виробника пива у світі.
2006 року було проведено реорганізацію компанії САН Інтербрю Україна (тодішня назва САН ІнБев Україна) у відкрите акціонерне товариство, на баланс якого були передані активи броварень, якими вона володіла (крім пивзаводу «Рогань» — пивкомбінат «Десна» та пивзавод «Янтар»). У 2018 році було проведено злиття бізнесів бельгійської AB InBev та турецької Anadolu Efes на території України та Росії. На сьогодні броварня — безбалансова філія ПрАТ «АБІНБЕВ ЕФЕС УКРАЇНА».

## Асортимент продукції
Пивзавод «Рогань» випускає 4 сорти пива під однойменною торговельною маркою:
- «Рогань Традиційне Світле» — Густина 10,7 %. Алк.об. 4,6 %. Тара: пляшки 0.5л, 1л, 1.2л та 2л; кеги 50л.
- «Рогань Монастирське Світле» — Густина 13,0 %. Алк.об. 5,4 %. Тара: пляшки 0.5л, 1л, 1.2л та 2л; кеги 50л.
- «Рогань „Веселий Монах“ Міцне» — Густина 16,0 %. Алк.об. 6,9 %. Тара: пляшки 0.5л та 1л.
- «Рогань Безалкогольне Світле» — Густина 6,0 %. Алк.об. не більше 0,5 %. Тара: пляшки 0.5л.

Крім цього на виробничих потужностях пивзаводу розливається пиво торговельних марок «Янтар» та «Чернігівське», а також «Жигулівське».

«Жигулівське» пиво представлене наступними сортами:
- «Жигулівське оригінальне» — Густина 11,0 %. Алк.об. 4,5 %. Тара: пляшки 0.5л, 1л; банки 0.5л.
- «Жигулівське Віденське» — Густина 11,0 %. Алк.об. 4,6 %. Тара: пляшки 2л.

Також, раніше випускалися такі сорти як: Українське світле, Оригінальне, Слобожанське, Монастирське Темне, Монастирське Спеціальне, Монастирське Ювілейне (1999), Золота ера, Європейське, Парламентське, Студент темне, Княже темне, Арріва latino beer, Четвірка світле, Рогань Легке.